# Protospinax
Protospinax — вимерлий рід хрящових риб підкласу пластинозябрових (Elasmobranchii). Існував впродовж юрського періоду та на початку крейди. Викопні рештки знайдені у Німеччині, Люксембурзі, Польщі, Іспанії, Франції та Великій Британії.

## Систематика
Protospinax є таксоном, який важко вписати в систематику. Дослідження 2023 року показало, що це скваломорфна акула; один аналіз поставив рід ближче до акул-ангелів і акул-пил, але автори дійшли висновку, що його точне місце розташування серед Squalomorphii зрештою є умовним через відсутність однозначних допоміжних ознак.

## Опис
Протоспінакс був відносно невеликою акулою, з найбільшим незареєстрованим екземпляром P. annectans, який мав довжину 1,63 метра (5,3 фута). Тіло було сплюснуте, голова округла. Грудні і черевні плавці були дуже великими. Коракоїдні кістки зрослися вентрально. З двох спинних плавців, кожен з яких підтримується коротким колючком, перший лежав прямо за черевними плавцями, другий — на хвостовій ніжці. Анальний плавник був відсутній. Хвостовий плавець був маленьким і загостреним. Зяброві щілини були внизу з боків голови. Рот був зайнятий широкими плоскими зубами, що вказує на харчування твердопанцирними безхребетними (дурофагія). Центри тіл хребців скостенілі.